# Bucketheads diskografi
Buckethead är en amerikansk musiker. Följande är en diskografi över Bucketheads arbete som för närvarande består av 36 studioalbum, 4 specialutgåvor, 1 extended play och 6 videor. Sedan 1994 har Buckethead släppt 6 studioalbum med Death Cube K. Han har totalt givit ut 55 verk med andra band och artister. Totalt har Buckethead varit med i ca 200 projekt.

## Solo

### Studioalbum
| År   | Albumdetaljer |
| ---- | --- |
| 1992 | Bucketheadland - Släppt: 5 feb 1992 - Skivbolag: Avant (Avan 007) - Format: 2CD - Längd: 74:56                                                    |
| 1994 | Giant Robot - Släppt: 3 november 1994 (återutgiven 18 Sep 2000 genom CyberOctave) - Skivbolag: Sony Japan (SRCS 7494) - Format: CD - Längd: 73:31 |
| 1996 | The Day of the Robot - Släppt: 30 april 1996 - Skivbolag: Subharmonic (SM-9804-2) - Format: CD - Längd: 42:44                                     |
| 1998 | Colma - Släppt: 24 mars 1998 - Skivbolag: CyberOctave (COCD 45380) - Format: CD - Längd: 54:27                                                    |
| 1999 | Monsters and Robots - Släppt: 20 april 1999 - Skivbolag: CyberOctave (COCD 47499) - Format: CD - Längd: 50:54                                     |
| 2001 | Somewhere Over the Slaughterhouse - Släppt: 5 June 2001 - Skivbolag: Stray (SR0016) - Format: CD, 2LP - Längd: 46:55                              |
| 2002 | Funnel Weaver - Släppt: 15 februari 2002 - Skivbolag: Ion (IN 2016-2) - Format: CD - Längd: 60:06                                                 |
| 2002 | Bermuda Triangle - Släppt: 23 juli 2002 - Skivbolag: Catalyst (CECD1000) - Format: CD - Längd: 49:32                                              |
| 2002 | Electric Tears - Släppt: 8 oktober 2002 - Skivbolag: Meta (MT-0015) - Format: CD - Längd: 70:58                                                   |
| 2003 | Bucketheadland 2 - Släppt: 14 oktober 2003 - Skivbolag: Ion (IN 2019-2) - Format: CD - Längd: 58:24                                               |
| 2004 | Island of Lost Minds - Släppt: 10 mars 2004 (återutgiven år 2006) - Skivbolag: Bucketheadland - Format: CD - Längd: 47:32                         |
| 2004 | Population Override - Släppt: 30 mars 2004 - Skivbolag: Ion (IN 2020-2) - Format: CD - Längd: 55:22                                               |
| 2004 | The Cuckoo Clocks of Hell - Släppt: 20 april 2004 - Skivbolag: Disembodied (BRO370) - Format: CD - Längd: 52:16                                   |
| 2005 | Enter the Chicken - Släppt: 25 oktober 2005 (re-released in 2008) - Skivbolag: Serjical Strike - Format: CD - Längd: 41:21                        |
| 2005 | Kaleidoscalp - Släppt: 22 november 2005 - Skivbolag: Tzadik (TZ 7409) - Format: CD - Längd: 53:31                                                 |
| 2005 | Inbred Mountain - Släppt: 2 december 2005 - Skivbolag: TDRS - Format: CD - Längd: 43:21                                                           |
| 2006 | The Elephant Man's Alarm Clock - Släppt: 17 February 2006 - Skivbolag: Bucketheadland - Format: CD - Längd: 47:14                                 |
| 2006 | Crime Slunk Scene - Släppt:15 september 2006 - Skivbolag: Bucketheadland - Format: CD - Längd: 44:21                                              |
| 2007 | Pepper's Ghost - Släppt: 1 mars 2007 - Skivbolag: TDRS - Format: CD - Längd: 45:16                                                                |
| 2007 | Decoding the Tomb of Bansheebot - Släppt: 30 oktober 2007 - Skivbolag: TDRS - Format: CD - Längd: 46:46                                           |
| 2007 | Cyborg Slunks - Släppt: 30 oktober 2007 - Skivbolag: TDRS - Format: CD-R/CD - Längd: 44:16                                                        |
| 2008 | Albino Slug - Släppt: 17 september 2008 (hela världen, 1 Dec 2008) - Skivbolag: TDRS - Format: CD - Längd: 40:09                                  |
| 2009 | Slaughterhouse on the Prairie - Släppt: 30 januari 2009 - Skivbolag: TDRS - Format: CD - Längd: 41:48                                             |
| 2009 | A Real Diamond in the Rough - Släppt: 1 maj 2009 - Skivbolag: TDRS - Format: CD - Längd: 41:46                                                    |
| 2009 | Forensic Follies - Släppt: 1 juni 2009 - Skivbolag: TDRS - Format: CD - Längd: 42:53                                                              |
| 2009 | Needle in a Slunk Stack - Släppt: 25 september 2009 - Skivbolag: TDRS - Format: CD - Längd: 40:41                                                 |
| 2010 | Shadows Between the Sky - Släppt 6 februari 2010 - Skivbolag: TDRS - Format: CD - Längd: 44:54                                                    |
| 2010 | Spinal Clock - Släppt: 16 september 2010 - Skivbolag: TDRS - Format: CD - Längd: 44:20                                                            |
| 2010 | Captain Eo's Voyage - Släppt: 20 okt 2010 - Skivbolag: Hatboxghost Music - Format: iTunes - Längd: 41:34                                          |

### Specialutgåvor
| År   | Album detljer                                                                                                   |
| ---- | --- |
| 2007 | In Search of The - Utgiven: 21 februari 2007 - Skivbolag: TDRS - Format: 13CD-R - Längd: 9:27:37                |
| 2007 | Acoustic Shards - Utgiven: 31 maj 2007 - Skivbolag: Avabella (CD-320) - Format: CD - Längd: 52:01               |
| 2007 | Bucketheadland Blueprints (återutgivning) - Utgiven: Augusti 2007 - Skivbolag: TDRS - Format: CD - Längd: 60:13 |
| 2008 | From the Coop - Utgiven: 9 mars 2008 - Skivbolag: Avabella (CD-321) - Format: CD - Längd: 43:15                 |

### EP
| År   | Album detaljer                                                                              |
| ---- | ------------------------------------------------------------------------------------------- |
| 2001 | KFC Skin Piles - Släppt: 2001 - Skivbolag: Gonerville (BHB-001) - Format: LP - Längd: 23:44 |

### Demoband
- 1991: Giant Robot (demo)
- 1991: Bucketheadland Blueprints

### Videor
- 2005: Secret Recipe
- 2006: Young Buckethead Vol. 1
- 2006: Young Buckethead Vol. 2

### DVD
- 2007: Quackers!
- 2007: Headcheese

### Musikvideor
| År   | Titel                             |
| ---- | --------------------------------- |
| 1999 | "The Ballad of Buckethead"        |
| 2004 | "Spokes for the Wheel of Torment" |
| 2005 | "We Are One"                      |

### Låtar som inte är publicerade på något album
- "Jordan" (Guitar Hero II-låt)
- "Game of Death" (låt dedikerad till den ej utgivna filmen om Bruce Lee, med samma namn)
- "I Like it Raw" (låt dedikerad till Ol' Dirty Bastard)
- "The Embalmer"
- "Help, Help, Help"
- "The Candyman is Back"
- "The Homing Beacon" (låt dedikerad till Michael Jackson)[2]

### Outgivna album
- Buckethead Plays Disney [3]
- Super Diorama Theater [4]

## Band och projekt

### Som Death Cube K
- 1994: Dreamatorium
- 1997: Disembodied
- 1999: Tunnel
- 2007: DCK
- 2007: Monolith
- 2009: Torn from Black Space

### Tillsammans medBrain
- 1997: I Need 5 Minutes Alone (Som Pieces)
- 2007: Kevin's Noodle House
- 2008: The Dragons of Eden (med Travis Dickerson)
- 2010: Best Regards (med Melissa Reese)
- 2010: Kind Regards (med Melissa Reese)
- 2010: Brain as Hamenoodle

### MedTravis Dickerson
- 2006: Chicken Noodles
- 2007: Chicken Noodles II
- 2009: Iconography

### MedJonas Hellborg&Michael Shrieve
- 1993: Octave of the Holy Innocents (re-released in 2003)

### Med Alix Lambert andTravis Dickerson
- 2008: Running After Deer

### MedViggo Mortensen
- 1997: One Less Thing to Worry About
- 1998: Recent Forgeries
- 1999: The Other Parade
- 1999: One Man's Meat
- 2003: Pandemoniumfromamerica
- 2004: Please Tomorrow
- 2004: This, That, and The Other (compilation)
- 2005: Intelligence Failure
- 2008: At All

### Arcana
- 1997: Arc of the Testimony

### Cobra Strike
- 1999: 13th Scroll
- 2000: Cobra Strike II: Y, Y+B, X+Y <hold> ←

### Colonel Claypool's Bucket of Bernie Brains
- 2004: The Big Eyeball in the Sky

### Cornbugs
- 1999: Spot the Psycho
- 2001: Cemetery Pinch
- 2001: How Now Brown Cow
- 2004: Brain Circus
- 2004: Donkey Town
- 2005: Rest Home for Robots
- 2005: Skeleton Farm
- 2006: Celebrity Psychos

### Deli Creeps
- 1991: Deli Creeps Demo Tape 1991
- 1996: Deli Creeps Demo Tape 1996
- 2005: Dawn of the Deli Creeps

### El Stew
- 1999: No Hesitation
- 2003: The Rehearsal

### Frankenstein Brothers
- 2008: Bolt on Neck

### Giant Robot
- 1996: Giant Robot

### Gorgone
- 2005: Gorgone

### Guns N' Roses
- 2008: Chinese Democracy

### Praxis
- 1992: Transmutation (Mutatis Mutandis)
- 1994: Sacrifist
- 1994: Metatron
- 1997: Live in Poland
- 1997: Transmutation Live
- 1998: Collection
- 1999: Warszawa
- 2005: Zurich
- 2007: Tennessee 2004
- 2008: Profanation (Preparation for a Coming Darkness)

### Science Faxtion
- 2008: Living On Another Frequency

### Shin Terai/ Shine / Shin.E
- 2001: Unison
- 2004: Heaven & Hell
- 2007: Lightyears

### Thanatopsis
- 2001: Thanatopsis
- 2003: Axiology
- 2006: Anatomize

### Zillatron
- 1993: Lord of the Harvest

## Gästframträdanden

### Ytterligare framträdanden med artister
Anton Fier
- 1993 - Dreamspeed
- 2003 - Blindlight 1992-1994

Bernie Worrell
- 1993 - Pieces Of Woo: The Other Side
- 1997 - Free Agent: A Spaced Odyssey

Bill Laswell
- 1993 - Axiom Collection II: Manifestation
- 1993 - Divination - Ambient Dub Volume 1
- 1994 - Axiom Ambient - Lost in the Translation
- 1995 - Axiom Funk - Funkcronomicon
- 1995 - Axiom Funk - "If 6 was 9" (Single)
- 1996 - Alien Ambient Galaxy
- 1997 - Valis II - Everything Must Go
- 1998 - Telesterion - Hall of Mysteries
- 2001 - Points of Order
- 2007 - Method Of Defiance - Inamorata

Company 91
- 1992 - Company 91 Volume 1
- 1992 - Company 91 Volume 2
- 1992 - Company 91 Volume 3

Phonopsychograph Disk
- 1998 - Ancient Termites
- 1999 - Live @ Slim's / Turbulence Chest
- 1999 - Unrealesed (Cassette Only)

Freekbass
- 2003 - The Air is Fresher Underground
- 2007 - A Sliver of Shiver (live DVD)
- 2008 - Junkyard Waltz

Icehouse
- 1993 - "Big Wheel" (Single)
- 1993 - Spin One (EP)
- 1994 - Full Circle
- 1994 - "Great Southern Land" (German single)
- 1997 - Masterfile (Japanese Release)

Mike Patton med Buckethead och DJ Flare, tillsammans under bandnamnet Moonraker
- 2000 - Live @ The Knitting Factory (bara bootleg)

Refrigerator
- 1997 - Refrigerator
- 1997 - Somehow

Travis Dickerson
- 2009 - Iconography

### Egna framträdanden med andra artister
- 1991 - Henry Kaiser - Hope You Like Our New Direction
- 1992 - Will Ackerman - The Opening of Doors
- 1993 - MCM and the Monster - Collective Emotional Problems
- 1993 - Psyber Pop - What? So What?
- 1994 - Jon Hassell and Blue Screen - Dressing for Pleasure
- 1994 - Hakim Bey - T.A.Z. (Temporary Autonomous Zone)
- 1995 - Buckshot LeFonque - "No Pain No Gain" (Single with remixes)
- 1995 - Julian Schnabel - Every Silver Lining Has a Cloud
- 1998 - Bastard Noise - Split W/Spastic Colon
- 1998 - DJ Q-Bert - Wave Twisters
- 1999 - Banyan - Anytime at All
- 1999 - Ben Wa - Devil Dub
- 2000 - Double E - Audio Men
- 2000 - Tony Furtado Band - Tony Furtado Band
- 2001 - Meridiem - A Pleasant Fiction (återutgivning 2009)[5]
- 2001 - Gonervill - Gonervill
- 2002 - Fishbone and the Familyhood Nextperience Present: The Friendliest Psychosis of All
- 2003 - Gemini - Product of Pain
- 2005 - Bassnectar - Mesmerizing The Ultra
- 2006 - Bootsy Collins - Christmas Is 4 Ever

### Soundtracks
- 1993 - Den siste actionhjälten (soundtrack)
- 1993 - Den siste actionhjälten' (score)
- 1995 - Johnny Mnemonic (soundtrack)
- 1997 - Mortal Kombat (soundtrack)
- 1995 - Mortal Kombat (score)
- 1996 - Myth - Dreams of the World
- 1996 - Stealing Beauty (soundtrack)
- 1997 - Beverly Hills Ninja (soundtrack)
- 1997 - Mortal Kombat: Annihilation (soundtrack) (soundtrack)
- 1999 - Mighty Morphin Power Rangers (soundtrack)
- 2001 - Ghosts of Mars (soundtrack)
- 2001 - Dragon Ball Z: The History of Trunks (soundtrack)
- 2002 - Scratch (soundtrack)
- 2004 - Flesh for the Beast (Score)
- 2005 - Masters of Horror (soundtrack)
- 2005 - Saw 2 (soundtrack)

### Sammanställningar
- 1997 - Guitar Zone
- 1997 - Guitars on Mars
- 1998 - Night and Day
- 1998 - Guitarisma 2
- 1998 - Great Jewish Music: Marc Bolan (annars outgivna covern av "20th Century Boy")
- 1998 - New Yorker Out Loud: Volume 2
- 1999 - Crash Course in Music
- 1999 - Horizons
- 1999 - Music for the New Millennium
- 2001 - Innerhythmic Sound System
- 2001 - Bomb Anniversary Collection
- 2001 - Gonervill presents: The Freak Brothers
- 2002 - Guitars for Freedom
- 2002 - The Meta Collection (annars outgivna låten "Remember")
- 2002 - Urban Revolutions
- 2002 - Live from Bonnaroo 2002 - Volume 2 (annars outgivna C2B3-låten "Number Two")
- 2005 - Blue Suenos (annars outgivna låten "Planeta")
- 2006 - Guitar Hero II ("Jordan")
- 2006 - The Longest Yard and Jack the Ripper
- 2008 - Fallen Soldiers Memorial (annars outgivna låten "Buckets of Blood" med Bootsy Collins)
- 2008 - Guitar Hero III ("Soothsayer")

## Videografi
- Buckethead - Binge Clips (series of seven VHS tapes)
- Buckethead - Killer Grabbag of Shards Vol. 1 (CD-ROM med material från livespelningar)
- Buckethead - "Viva Voltron"

### Med andra artister
- Axiom Funk - "If 6 Was 9"
- Bootsy Collins - "Funk Express Card"
- Bryan Mantia - Brain's Lessons
- Bryan Mantia - The worst drum instructional video ever DVD
- DJ Q-Bert - "Inner Space Dental Commander"
- DJ Q-Bert - Wave Twisters
- Freekbass - "Always Here"
- Praxis - "Animal Behaviour"
- Praxis - "Inferno / Heat Seeker / Exploded Heart"
- Primus - Videoplasty
- Primus - Animals Should Not Try To Act Like People (DVD easter egg)
- Snoop Dogg - "Undacova Funk"
- Thanatopsis - "Pyrrhic Victory"
- Colonel Claypool's Bucket of Bernie Brains - Les Claypool's 5 Gallons of Diesel
- Serj Tankian - "We Are One"